# Camaret-sur-Mer
Camaret-sur-Mer is een gemeente in het Franse departement Finistère, in de regio Bretagne. De plaats maakt deel uit van het arrondissement Châteaulin. Camaret-sur-Mer telde op 1 januari 2022 2.448 inwoners.

## Geografie
De gemeente ligt op het schiereiland van Crozon.  Het meest westelijke punt van de gemeente is het Pointe du Toulinguet. 
De oppervlakte van Camaret-sur-Mer bedroeg op 1 januari 2022 11,64 vierkante kilometer; de bevolkingsdichtheid was toen 210,3 inwoners per km².

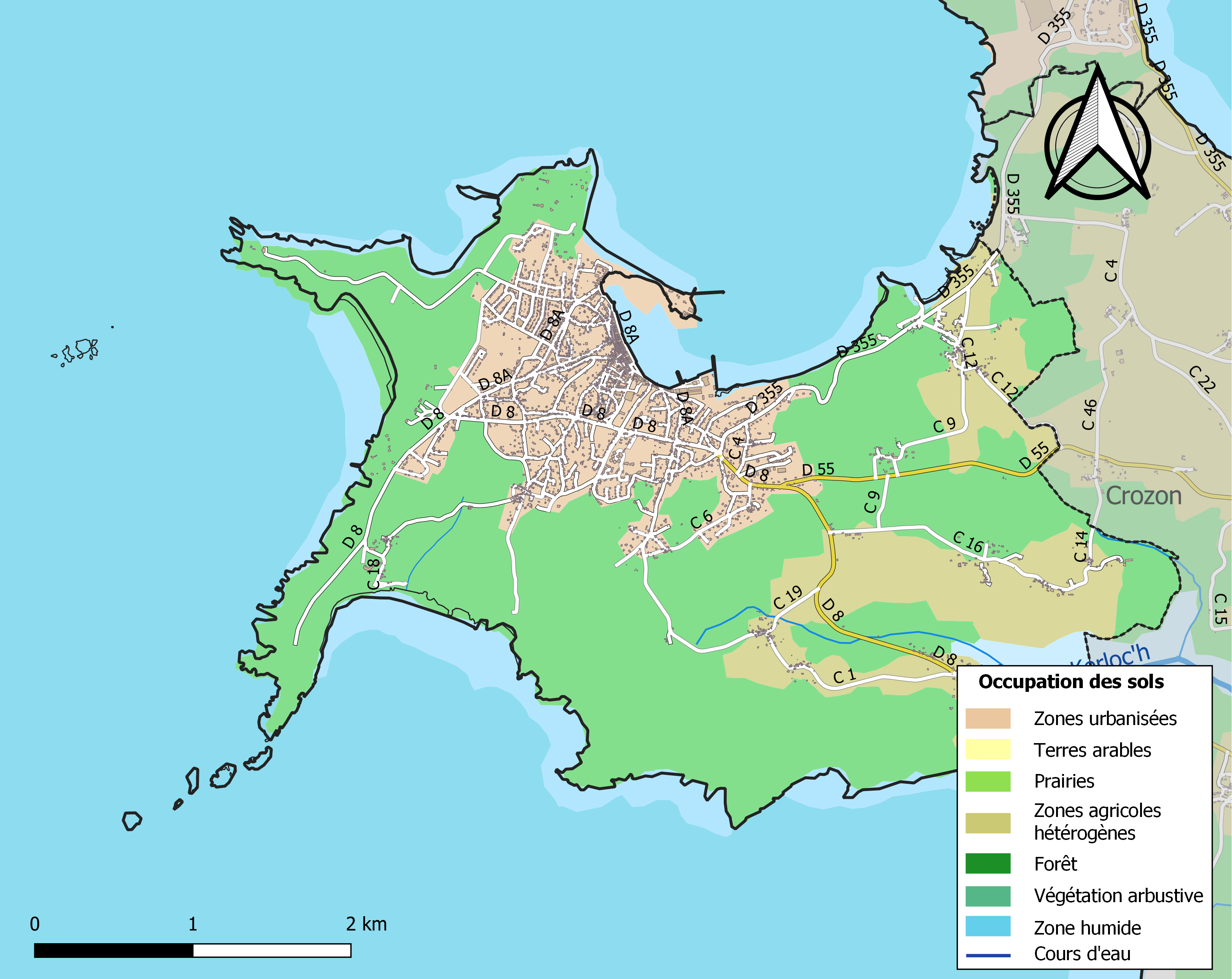
Kaart van de gemeente met belangrijkste infrastructuur, bodemgebruik en omliggende gemeenten

## Demografie
Onderstaande figuur toont het verloop van het inwonertal (bron: INSEE-tellingen).

## Bezienswaardigheden

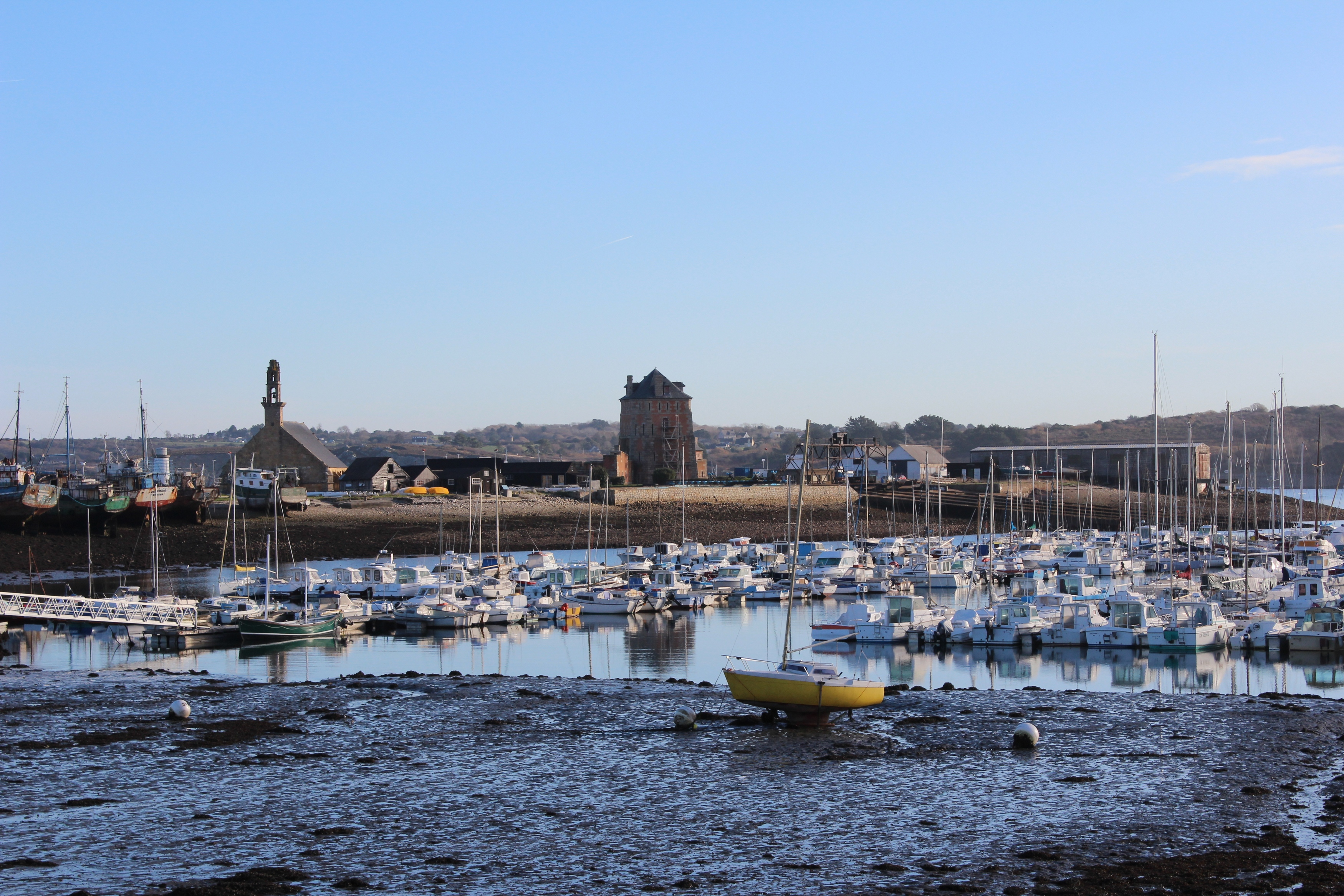
De haven bij eb
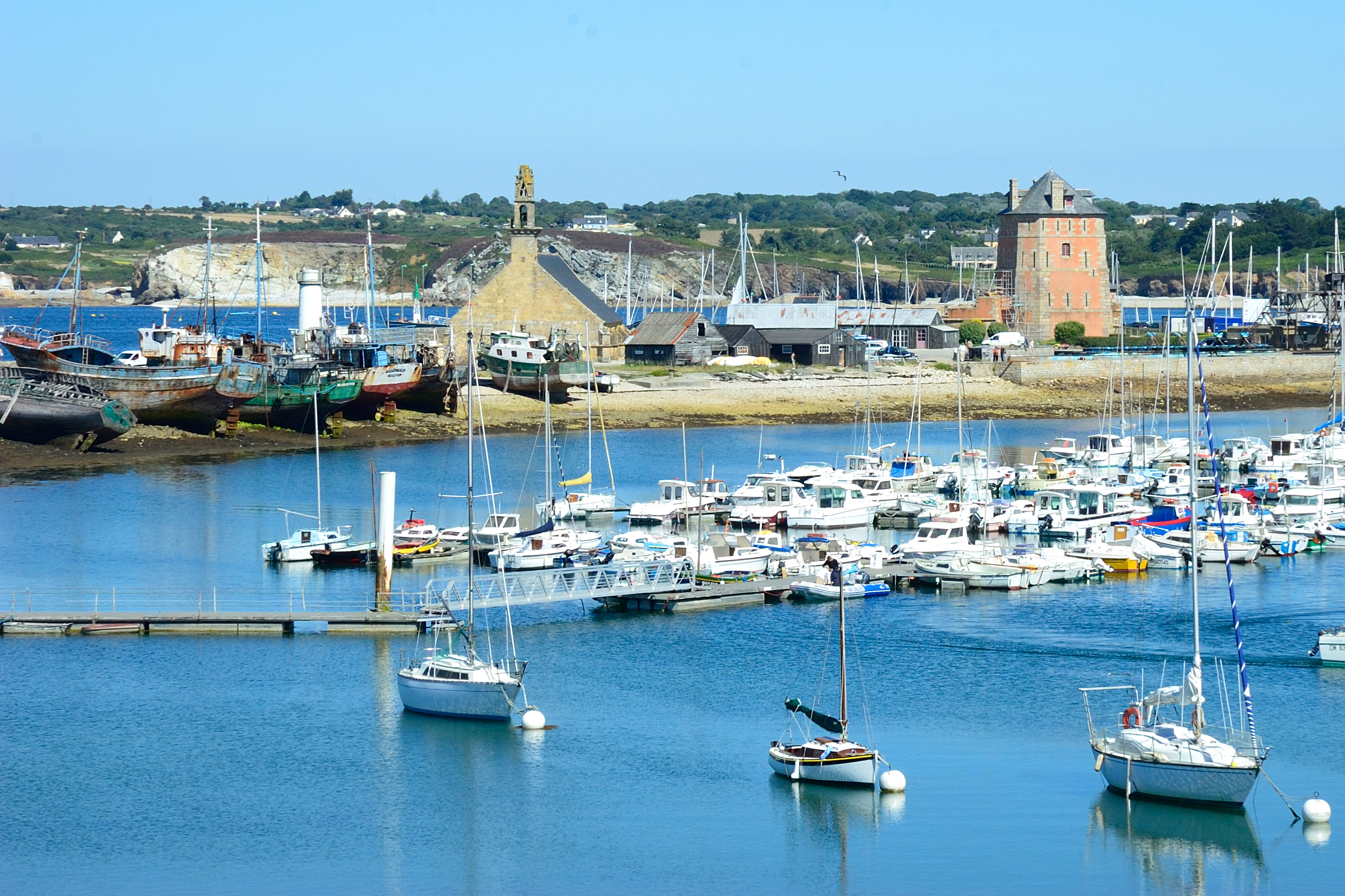
en bij vloed
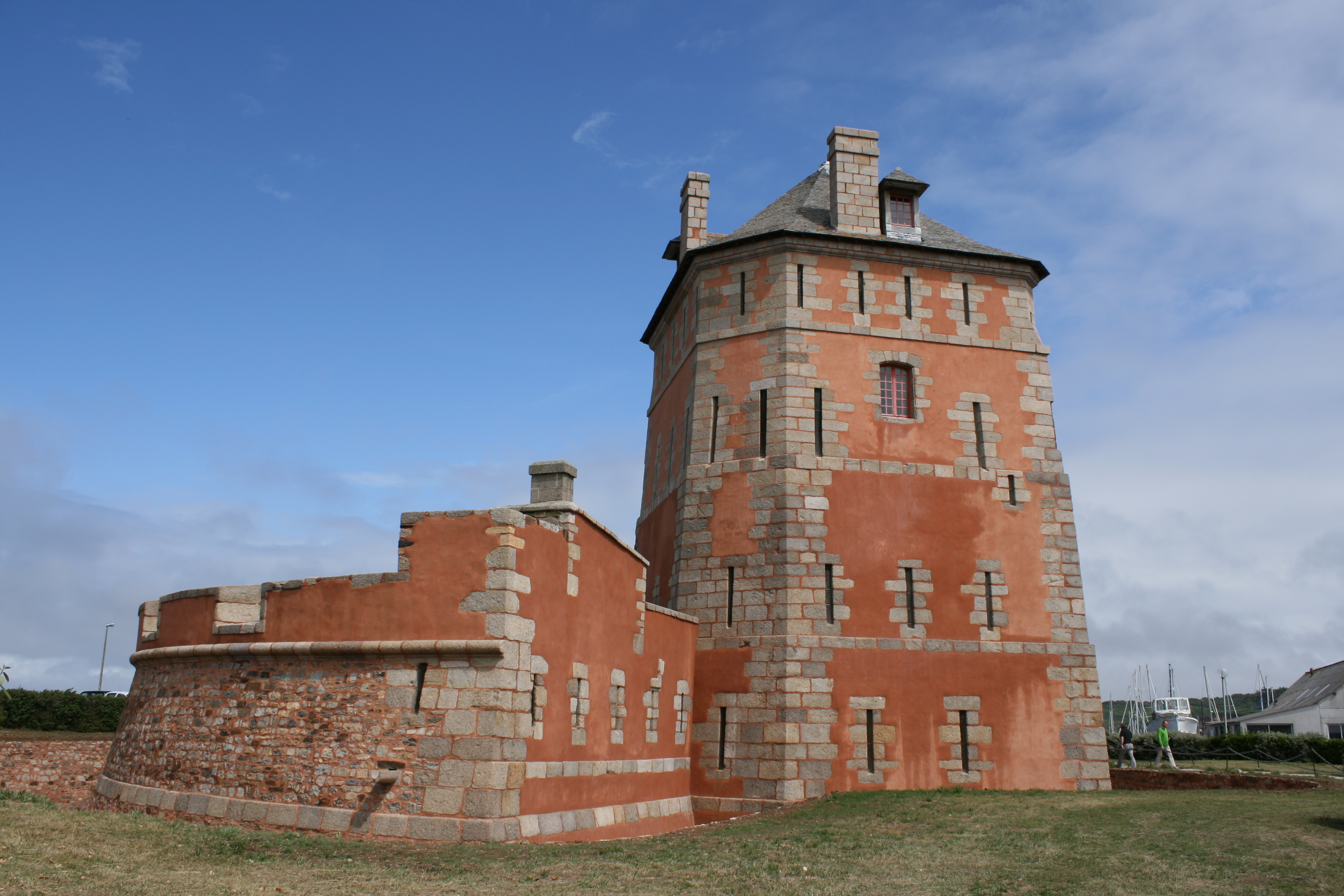
De toren van Vauban met links het platform voor de kanonnen
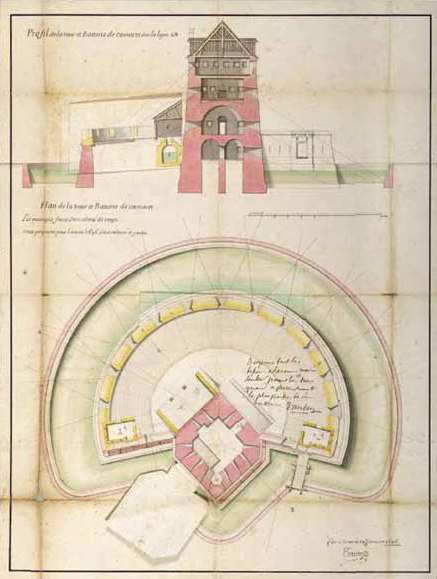
Bouwtekening
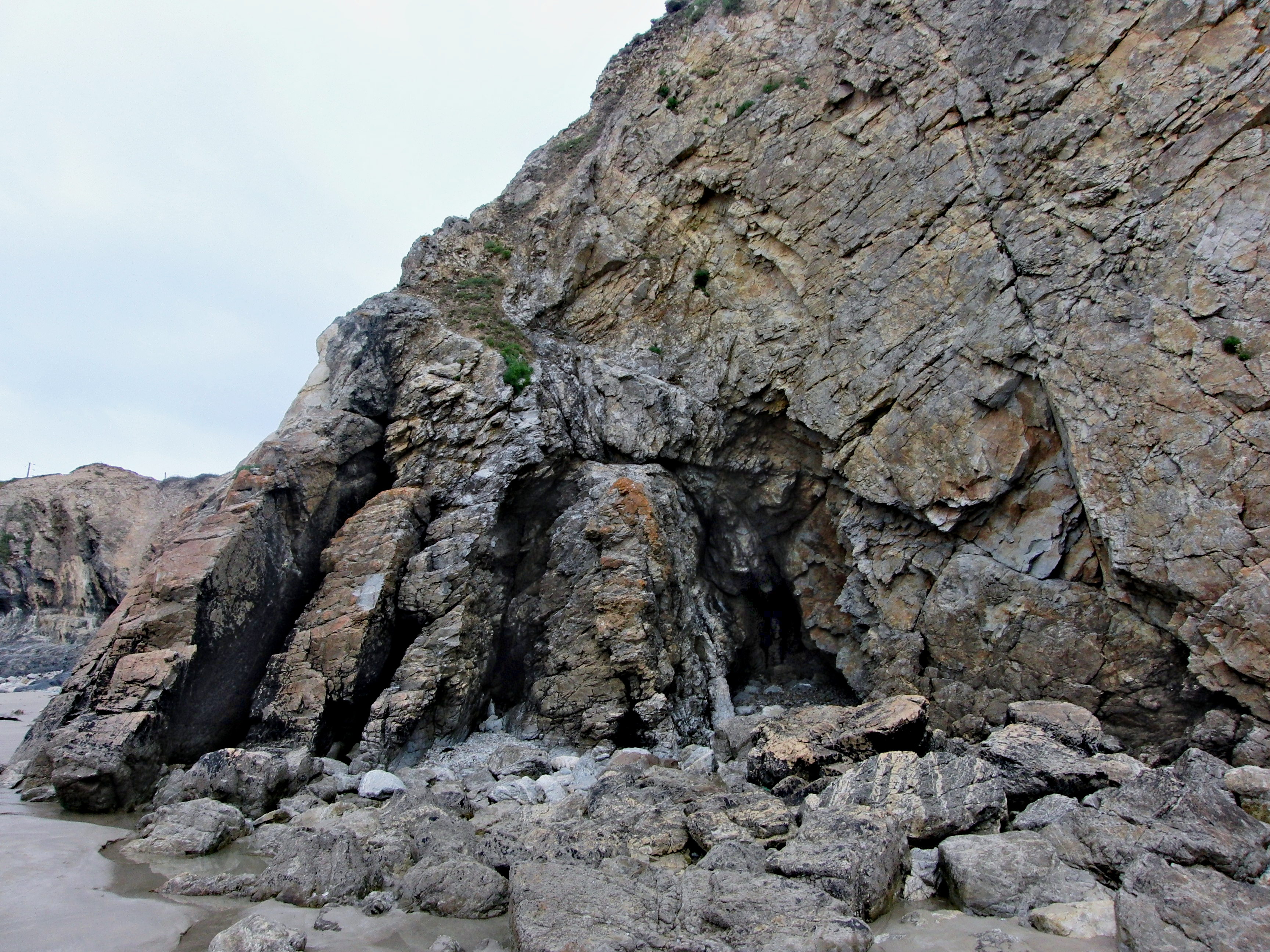
Grotten van Kersiguénou-Kerloc'h.

### De haven
Bij de plaats ligt een kleine haven voor de pleziervaart. Het getij heeft hier vrij spel en er is een hoogteverschil tussen eb en vloed van maximaal zo'n zeven meter.

### Toren van Vauban
De 'gouden toren' maakt deel uit van de Werelderfgoedlijst Vestingwerken van Vauban. Camaret-sur-Mer ligt aan de belangrijke toegang tot de marinehaven van Brest. De eerste plannen voor de toren werden in 1683 gemaakt en in 1689 maakte Vauban het ontwerp. Onder toezicht van ingenieur Jean-Pierre Traverse begon in 1693 de bouw en in 1696 was het gereed. Hij beschermde de haven van Camaret-sur-Mer en maakte deel uit van een stelsel van verdedigingswerken om Brest tegen vijandelijke aanvallen vanuit zee te beschermen. 
Op 18 juni 1694 voerden de Engelsen en de Nederlanders een landing uit op het strand van Trez-Rouz. De Franse troepen, onder bevel van Vauban, wisten de aanval af te slaan en de invasie werd een mislukking. De toren was toen nog in aanbouw en speelde nauwelijks een rol. Gedurende het Tweede Franse Keizerrijk (1852-1870) hield de toren zijn militaire functie. Hij werd nog gemoderniseerd in antwoord op de ontwikkeling van de artillerie. Aan het einde van de 20e eeuw was de toren militair verouderd en hij werd in 1904 door de gemeente gekocht.
Tijdens de Eerste Wereldoorlog werd de toren gebruikt als drinkwaterreservoir en kwam er een basis voor watervliegtuigen. In 1944 werd de toren beschoten door geallieerde vliegtuigen waarbij het dak werd vernield. In 1956 vond een eerste restauratie plaats om de ergste oorlogsschade te herstellen.
De toren is zeshoekig, vierkant van vorm met twee afgevlakte hoeken waar de muur van het platform de toren raakt. Hij is 18 meter hoog en in de buitenmuur zitten schietgaten. De twee onderste niveaus zijn gewelfd. De ingang tot de toren zit op het niveau van het batterijplatform en een wenteltrap voert naar de bovenste niveaus. Het verhoogde platform biedt ruimte voor elf kanonnen. Op het platform staat naast de toren nog een wachthuis. Een tweede wachthuis is gesloopt om plaats te maken voor een oven om kanonskogels te verhitten om zo de schepen in brand te schieten. Het geheel wordt omgeven door een droge gracht waarover een brug loopt aan de keelzijde.

### Notre-Dame-de-Rocamadour
De kapel Notre-Dame-de-Rocamadour werd begonnen in de 17e eeuw. Binnen in de kapel hangen ex voto's van vissers.